# 馬哈布
馬哈布是馬達加斯加的城市，由美那貝區負責管轄，位於該國中西部，海拔高度130米，居民主要從事農業，主要農產品有稻米、花生、玉米和木薯。
24°17′7″S 45°12′56″E / 24.28528°S 45.21556°E